# Top Chef (temporada 11)
Top Chef: New Orleans es la undécima temporada del reality show estadounidense Top Chef, transmitido por la cadena Bravo. La temporada se anunció el 10 de mayo de 2013. El rodaje tuvo lugar desde principios de mayo hasta finales de julio. La temporada se estrenó el 2 de octubre de 2013. 19 chefs fueron seleccionados para competir por el título de "Top Chef" y el gran premio de ciento veinticinco mil dólares.

## Concursantes
| Concursantes  | Concursantes                | Edad    | Lugar de procedencia      | Información   |
| ------------- | --------------------------- | ------- | ------------------------- | ------------- |
| Participantes | Nicholas Elmi               | 32 años | Philadelphia, Pensilvania | Ganador       |
| Participantes | Nina Compton                | 34 años | Miami, Florida            | 2.ª Finalista |
| Participantes | Shirley Chung               | 36 años | Fremont, California       | 17° Eliminada |
| Participantes | Louis Maldonado             | 32 años | Healdsburg, California    | 16° Eliminado |
| Participantes | Louis Maldonado             | 32 años | Healdsburg, California    | 8° Eliminado  |
| Participantes | Carlos Gaytan               | 42 años | Chicago, Illinois         | 15° Eliminado |
| Participantes | Brian Huskey                | 32 años | Los Ángeles, California   | 14° Eliminado |
| Participantes | Stephanie Cmar              | 28 años | Boston, Massachusetts     | 13° Eliminada |
| Participantes | Carrie Mashaney             | 35 años | Seattle, Washington       | 12° Eliminada |
| Participantes | Justin Devillier            | 32 años | New Orleans, Luisiana     | 11° Eliminado |
| Participantes | Travis Masar                | 27 años | La Junta, Colorado        | 10° Eliminado |
| Participantes | Sara Johannes               | 36 años | Minneapolis, Minnesota    | 9° Eliminada  |
| Participantes | Patricia "Patty" Vega       | 29 años | Nueva York                | 7° Eliminada  |
| Participantes | Benedetto "Bene" Bartolotta | 27 años | Nueva York                | 6° Eliminado  |
| Participantes | Michael Sichel              | 46 años | New Orleans, Luisiana     | 5° Eliminado  |
| Participantes | Janine Booth                | 25 años | Nueva York                | 4° Eliminada  |
| Participantes | Bret Pelaggi                | 34 años | Miami, Florida            | 3° Eliminado  |
| Participantes | Aarón Cuschieri             | 29 años | Chicago, Illinois         | 3° Eliminado  |
| Participantes | Jason Cichonski             | 27 años | Philadelphia, Pensilvania | 2° Eliminado  |
| Participantes | Ramón Bojorquez             | 31 años | San Diego, California     | 1° Eliminado  |

### Estadísticas semanales
| Nicholas  | Salvado   | En riesgo | Salvado   | Salvado   | Mejor     | Mejor     | En riesgo | Salvado   | Ganador   | Ganador   | Salvado   | En riesgo | Salvado   | En riesgo | En riesgo | Ganador   | Ganador   |  |  |  |  |  |  |  |  |  |  |  |  |  |  |  |  |  |  |
| Nina      | Ganadora  | Salvada   | Mejor     | Mejor     | En riesgo | Ganadora  | Mejor     | Mejor     | Salvada   | Salvada   | En riesgo | Mejor     | Ganadora  | Mejor     | Mejor     | Salvada   | Finalista |  |  |  |  |  |  |  |  |  |  |  |  |  |  |  |  |  |  |
| Shirley   | Salvada   | Salvada   | Salvada   | Ganadora  | Salvada   | Salvada   | Salvada   | Mejor     | Salvada   | Salvada   | Ganadora  | Salvada   | En riesgo | Ganadora  | Ganadora  | Eliminada |           |  |  |  |  |  |  |  |  |  |  |  |  |  |  |  |  |  |  |
| Louis     | Salvado   | Salvado   | En riesgo | Salvado   | Salvado   | Salvado   | Salvado   | Eliminado |           |           |           |           |           |           |           | Eliminado |           |  |  |  |  |  |  |  |  |  |  |  |  |  |  |  |  |  |  |
| Carlos    | Salvado   | Mejor     | En riesgo | Salvado   | Ganador   | Salvado   | Mejor     | Ganador   | Salvado   | Mejor     | Mejor     | En riesgo | Mejor     | Mejor     | Eliminado |           |           |  |  |  |  |  |  |  |  |  |  |  |  |  |  |  |  |  |  |
| Brian     | Salvado   | Mejor     | Salvado   | Salvado   | En riesgo | Salvado   | En riesgo | Salvado   | Salvado   | En riesgo | Mejor     | Mejor     | Mejor     | Eliminado |           |           |           |  |  |  |  |  |  |  |  |  |  |  |  |  |  |  |  |  |  |
| Stephanie | Salvada   | Salvada   | Mejor     | En riesgo | Salvada   | Salvada   | Ganadora  | En riesgo | Mejor     | Mejor     | En riesgo | Ganadora  | Eliminada |           |           |           |           |  |  |  |  |  |  |  |  |  |  |  |  |  |  |  |  |  |  |
| Carrie    | Mejor     | Ganadora  | Salvada   | Mejor     | Salvada   | Salvada   | Mejor     | Salvada   | Mejor     | Salvada   | Salvada   | Eliminada |           |           |           |           |           |  |  |  |  |  |  |  |  |  |  |  |  |  |  |  |  |  |  |
| Justin    | Salvado   | Salvado   | Ganador   | Mejor     | Salvado   | Mejor     | Salvado   | En riesgo | En riesgo | En riesgo | Eliminado |           |           |           |           |           |           |  |  |  |  |  |  |  |  |  |  |  |  |  |  |  |  |  |  |
| Travis    | Salvado   | Mejor     | Salvado   | En riesgo | Ganador   | En riesgo | En riesgo | Salvado   | Mejor     | Eliminado |           |           |           |           |           |           |           |  |  |  |  |  |  |  |  |  |  |  |  |  |  |  |  |  |  |
| Sara      | Mejor     | Salvada   | Salvada   | En riesgo | Salvada   | En riesgo | Salvada   | Salvada   | Eliminada |           |           |           |           |           |           |           |           |  |  |  |  |  |  |  |  |  |  |  |  |  |  |  |  |  |  |
| Patty     | En riesgo | En riesgo | Salvada   | Mejor     | Mejor     | Salvada   | Eliminada |           |           |           |           |           |           |           |           |           |           |  |  |  |  |  |  |  |  |  |  |  |  |  |  |  |  |  |  |
| Bene      | Salvado   | Salvado   | Salvado   | En riesgo | En riesgo | Eliminado |           |           |           |           |           |           |           |           |           |           |           |  |  |  |  |  |  |  |  |  |  |  |  |  |  |  |  |  |  |
| Michael   | Salvado   | Salvado   | Salvado   | Salvado   | Eliminado |           |           |           |           |           |           |           |           |           |           |           |           |  |  |  |  |  |  |  |  |  |  |  |  |  |  |  |  |  |  |
| Janine    | Salvada   | Salvada   | Salvada   | Eliminada |           |           |           |           |           |           |           |           |           |           |           |           |           |  |  |  |  |  |  |  |  |  |  |  |  |  |  |  |  |  |  |
| Bret      | Salvado   | En riesgo | Eliminado |           |           |           |           |           |           |           |           |           |           |           |           |           |           |  |  |  |  |  |  |  |  |  |  |  |  |  |  |  |  |  |  |
| Aarón     | En riesgo | Mejor     | Eliminado |           |           |           |           |           |           |           |           |           |           |           |           |           |           |  |  |  |  |  |  |  |  |  |  |  |  |  |  |  |  |  |  |
| Jason     | Salvado   | Eliminado |           |           |           |           |           |           |           |           |           |           |           |           |           |           |           |  |  |  |  |  |  |  |  |  |  |  |  |  |  |  |  |  |  |
| Ramón     | Eliminado |           |           |           |           |           |           |           |           |           |           |           |           |           |           |           |           |  |  |  |  |  |  |  |  |  |  |  |  |  |  |  |  |  |  |

## Episodios
La mayoría de los episodios de Top Chef presentan dos desafíos. La prueba de fuego es un desafío corto y simple, diseñado para poner a prueba a los chefs en sus habilidades culinarias básicas. En los episodios iniciales de la temporada, la prueba de fuego garantiza la inmunidad al ganador; Sin embargo, en algunos episodios, el ganador no obtiene inmunidad, sino, una ventaja para la próxima prueba de eliminación. El ganador de la prueba de fuego a veces obtiene una recompensa adicional, incluido premios en efectivo. En la prueba de eliminación el desafío es más complejo y en él se pone a prueba la versatilidad, creatividad y capacidad de trabajo en equipo de los chefs. El jurado, formado por Tom Colicchio, Gail Simmons, Emeril Lagasse, Hugh Acheson, y Padma Lakshmi, evalúan los desafíos y anuncian cada semana al eliminado. Uno o más concursantes son eliminados en cada episodio hasta la final, donde un chef es coronado el "Top Chef".